# Embelia macrocarpa
Embelia macrocarpa är en viveväxtart som beskrevs av George King och Gamble. Embelia macrocarpa ingår i släktet Embelia och familjen viveväxter. Inga underarter finns listade i Catalogue of Life.